# Beawor District
Beawor District är ett distrikt i Liberia.   Det ligger i regionen River Cess County, i den centrala delen av landet, 180 km öster om huvudstaden Monrovia.